# Hardystonite
La hardystonite est un minéral de la classe des silicates, sous-classe des sorosilicates, et au sein de cette dernière, au "groupe de la mélilite". Il a été découvert en 1899 à Hardyston Township, un petit village aujourd'hui disparu de la municipalité de Franklin, dans l'état du New Jersey (USA) et a été nommé d'après cette ancienne localité.

## Caractéristiques chimiques
Elle appartient au groupe de la mélitite des sorosilicates de calcium, et dans ce groupe elle est le minéral avec du zinc. Elle est souvent partiellement remplacée par l'espérite (Ca3PbZn4(SiO4)4).

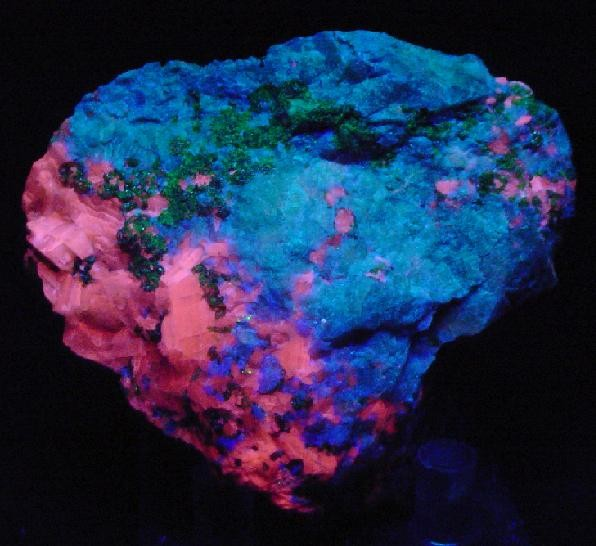
Fluorescence sous lumière UV.

En plus des éléments de sa formule, elle peut comporter comme impuretés : aluminium - la plus fréquente -, fer, manganèse, plomb, magnésium et sodium.

## Habitus
En pleine lumière, la hardystonite naturelle est un minéral d'aspect massif dont il est presque impossible de définir un habitus et qui pourrait être confondue avec la calcite massive, mais que l'on peut distinguer de celle-ci par la facilité de division de ses cristaux - ceux de la calcite se séparent de la masse avec plus de facilité - et par un éclat légèrement gras que n'a pas la calcite.
Les cristaux sont très rares, et quand ils apparaissent, ils sont incorporés dans une matrice de calcite ou d'un autre matériau.

## Formation et gisements
Elle se trouve dans des gisements de silicates avec des minéraux oxydés de fer, de manganèse et de zinc métamorphisés, associée en particulier à d'autres minéraux du zinc.
Elle est généralement associée à d'autres minéraux tels que la vésuvianite, l'apatite, la franklinite, la willémite, la rhodonite, la calcite et la dolomite.